# اندماج واستحواذ
الاندماج والاستحواذ (بالإنجليزية: Mergers and acquisitions) (ويختصر M&A) يشير إلى جانب من إستراتيجية الشركات، تمويل الشركات وإدارة التعامل من بيع، شراء، تقسيم والجمع بين مختلف الشركات والكيانات المماثلة والتي يمكن أن تساعد أي مؤسسة لتنمو بسرعة في قطاعها أو في مكان المنشأ، أو في حقل جديد أو مكان جديد، دون خلق فرعيات، كيانات جديدة أو استخدام مشروع مشترك. ولقد أصبح التمييز بين «الاندماج» و «الاستحواذ» غير واضح بشكل متزايد في مجالات مختلفة (ولا سيما من حيث النتيجة النهائية الاقتصادية)، على الرغم من أنها لم تختف تماما في جميع الحالات.

## الاندماج والاستحواذ في التسعينيات
اعلى عشرة صفقات للاستحواذ والاندماج في العالم (مليون دولار) من 1990 إلى 1999:
| الترتيب | العام | الشركة المشتريه       | الشركة المشتراه         | قيمة العملية (بملايين الدولارات) |
| ------- | ----- | --------------------- | ----------------------- | -------------------------------- |
| 1       | 1999  | Vodafone Airtouch PLC | Mannesmann              | 183,000                          |
| 2       | 1999  | فايزر                 | Warner-Lambert          | 90,000                           |
| 3       | 1998  | إكسون                 | موبيل                   | 77,200                           |
| 4       | 1998  | سيتي كورب             | Travelers Group         | 73,000                           |
| 5       | 1999  | SBC Communications    | Ameritech Corporation   | 63,000                           |
| 6       | 1999  | فودافون               | AirTouch Communications | 60,000                           |
| 7       | 1998  | Bell Atlantic         | GTE                     | 53,360                           |
| 8       | 1998  | بي بي                 | أموكو                   | 53,000                           |
| 9       | 1999  | Qwest Communications  | US WEST                 | 48,000                           |
| 10      | 1997  | MCI Inc.              | MCI Communications      | 42,000                           |

## الاندماج والاستحواذ في الألفية
Top 10 M&A deals worldwide by value (in mil. USD) from 2000 to 2010:
| الترتيب | العام | الشركة المشتريه                  | الشركة المشتراه              | قيمة العملية (بملايين الدولارات) |
| ------- | ----- | -------------------------------- | ---------------------------- | -------------------------------- |
| 1       | 2000  | تكتل: إيه أو إل (أمريكا أونلاين) | تايم وارنر                   | 164,747                          |
| 2       | 2000  | جلاكسو ويلكوم                    | سميث كلاين بيتشام            | 75,961                           |
| 3       | 2004  | رويال داتش شل                    | Shell Transport & Trading Co | 74,559                           |
| 4       | 2006  | إي تي أند تي                     | BellSouth                    | 72,671                           |
| 5       | 2001  | Comcast                          | AT&T Broadband               | 72,041                           |
| 6       | 2009  | فايزر                            | وايث                         | 68,000                           |
| 7       | 2000  | 'عرضية: نورتل                    |                              | 59,974                           |
| 8       | 2002  | فايزر                            | Pharmacia                    | 59,515                           |
| 9       | 2004  | جي بي مورجان تشايس               | Bank One Corporation         | 58,761                           |
| 10      | 2008  | InBev                            | Anheuser-Busch               | 52,000                           |